# Yatsunori Shimaya
Yatsunori Shimaya (født 20. januar 1989) er en japansk fodboldspiller, som spiller for den japanske fodboldklub Sagan Tosu.